# Lázaro de Ribera y Espinoza
Lázaro de Ribera y Espinoza de los Monteros (Málaga, 1756 - Lima, 1824) fue un gobernador e intendente de diferentes regiones del Imperio español en América del Sur. Se formó académicamente en la Universidad de San Marcos de Lima, y estando en Buenos Aires en 1783, fue nombrado gobernador de Moxos (en la actual Bolivia). Fungió como gobernador de Moxos desde 1786 hasta 1792, en sustitución de los curas de la diócesis de Santa Cruz de la Sierra quienes habían sido nombrados para hacerse cargo del gobierno moxeño después de la expulsión de los jesuitas en 1767.
Luego de Moxos, Ribera fue destinado a gobernador intendente del Paraguay de 1796 a 1806. Su gobierno es considerado como uno de los más progresistas. Impulsó la construcción de embarcaciones y durante su gobierno se hizo un censo a los habitantes de la provincia.
| Predecesor: Joaquín Alós y Brú | Gobernador Intendente del Paraguay 1796 - 1806 | Sucesor: Bernardo de Velasco |